# 海伦西路
海伦西路，位于中國上海市虹口区中西部，为一条东西向的小马路。修筑于1913年，最初以房地产商人的名字命名为士庆路。1950年以后，因该路位于海伦路以西，而更名为海伦西路。沿街两侧主要为居民住宅。

## 交会道路（东向西）
- 邢家桥北路
- 长春路
- 四川北路
- 宝源路
- 东横浜路
- 宝山路